# Schwanfeld
Schwanfeld è un comune tedesco di 1 974 abitanti, situato nel land della Baviera.